# Pršljenasta metvica
Pršljenasta metvica (razmaklozuba metvica, lat. Mentha × verticillata), vrsta metvice, hibridna trajnica iz porodice usnača ili medićevki. raširena je po gotovo čitavoj Europi, a uvezena je i u neke države SAD–a, Connecticut, Illinois, New Jersey, Pennsylvania, Zapadna Virginia, Wisconsin